# Bibra (Adelsgeschlecht)

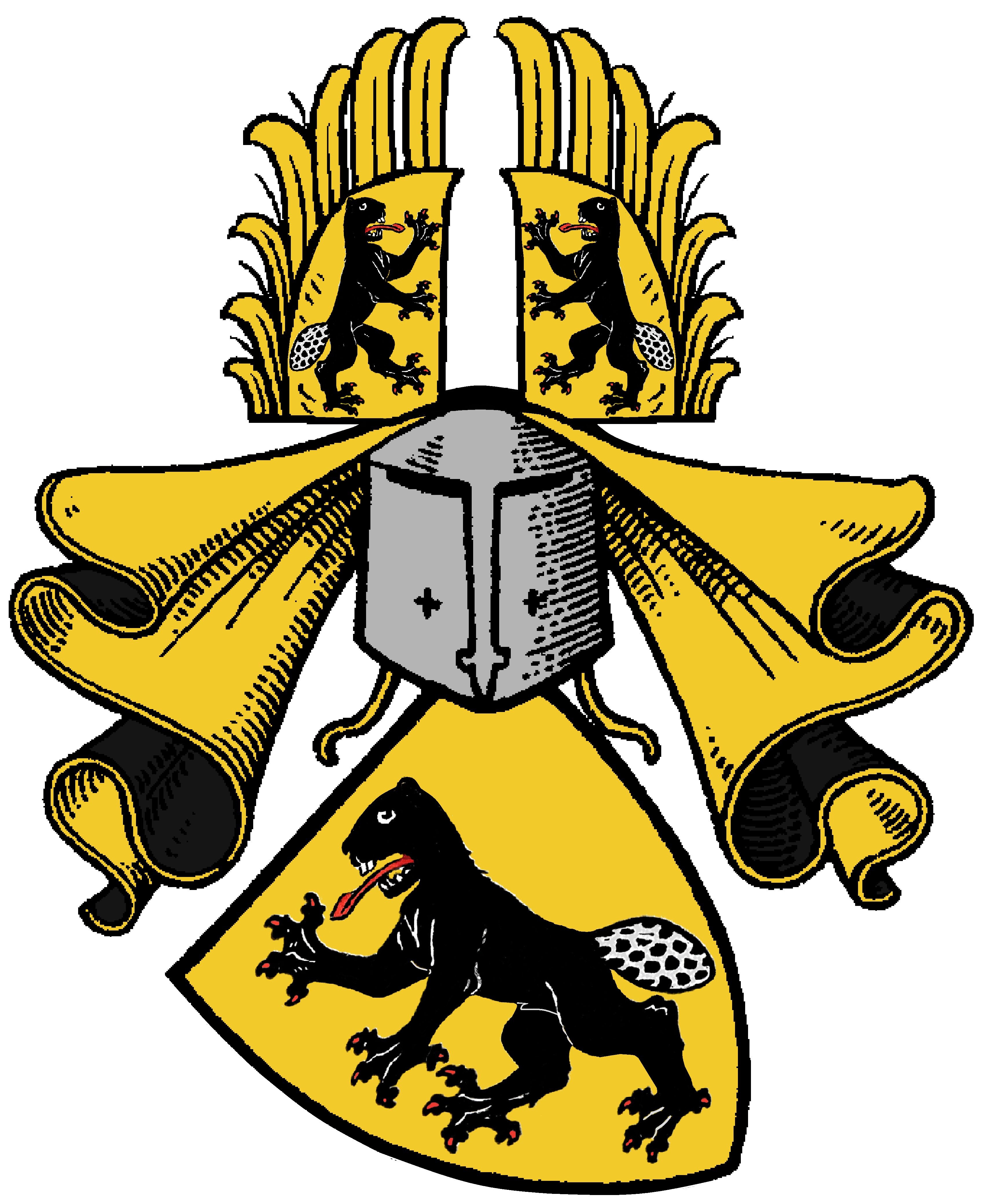
Stammwappen derer von Bibra

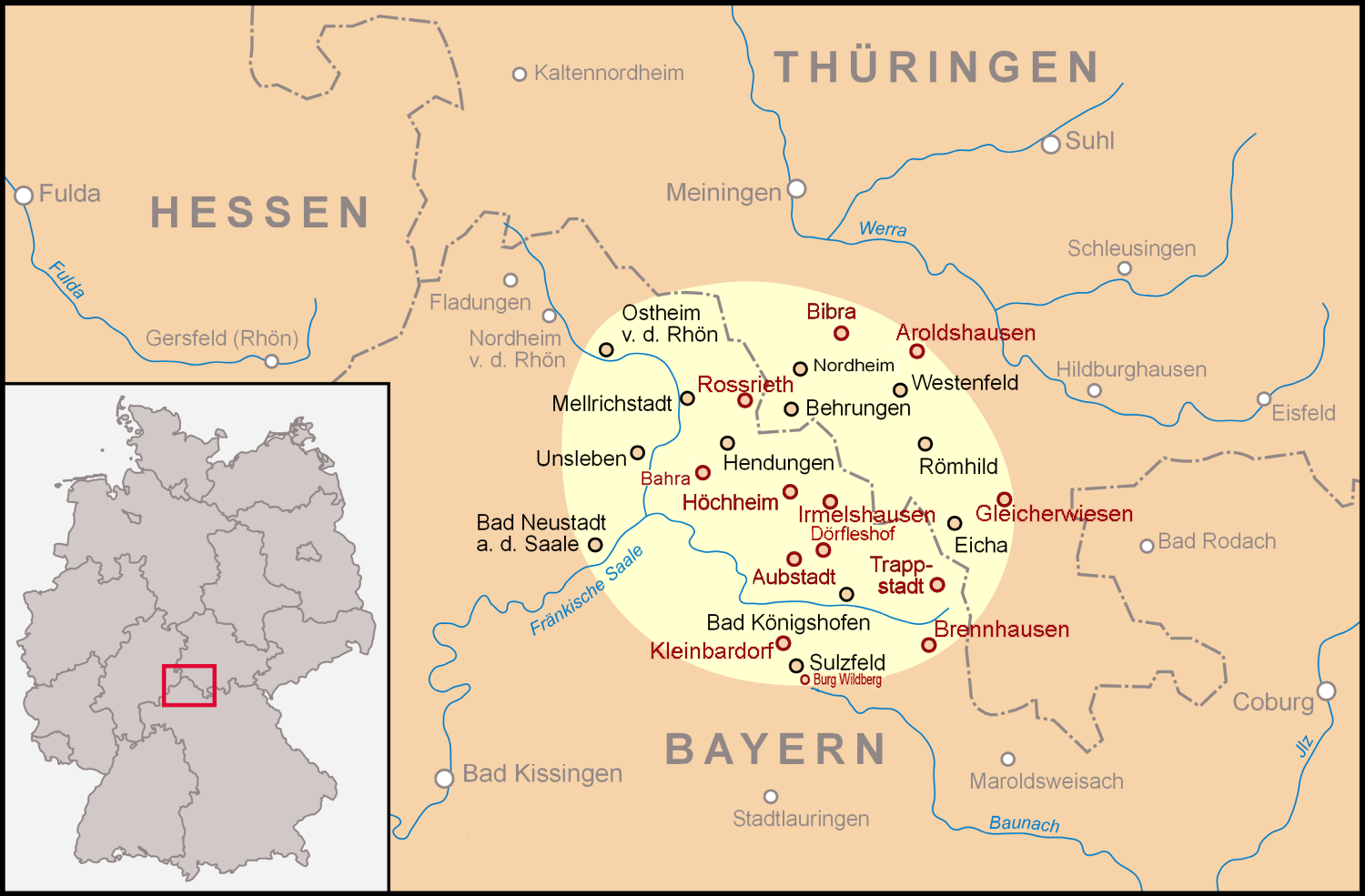
Ausbreitung derer von Bibra im Grabfeld

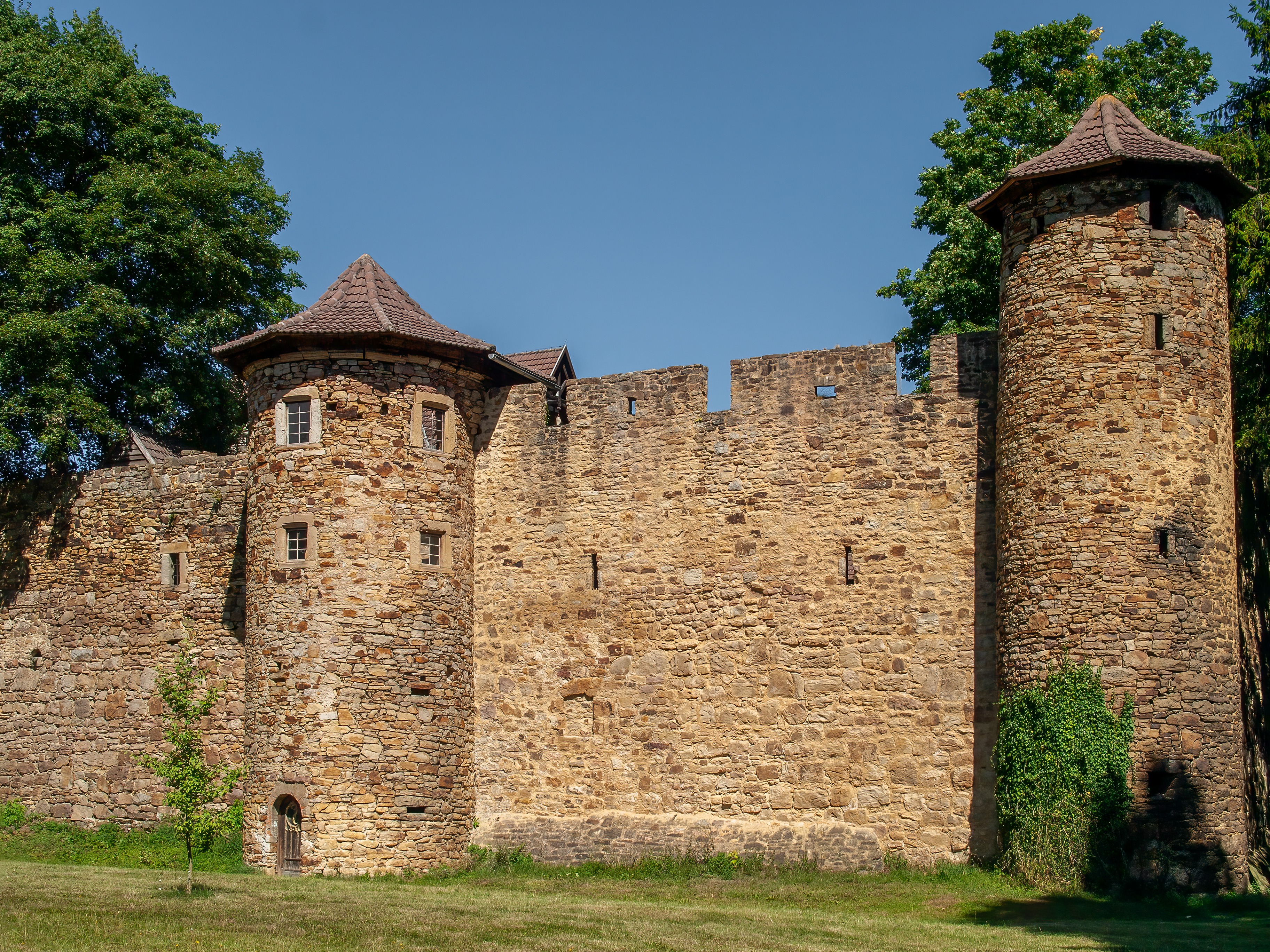
Burg Bibra

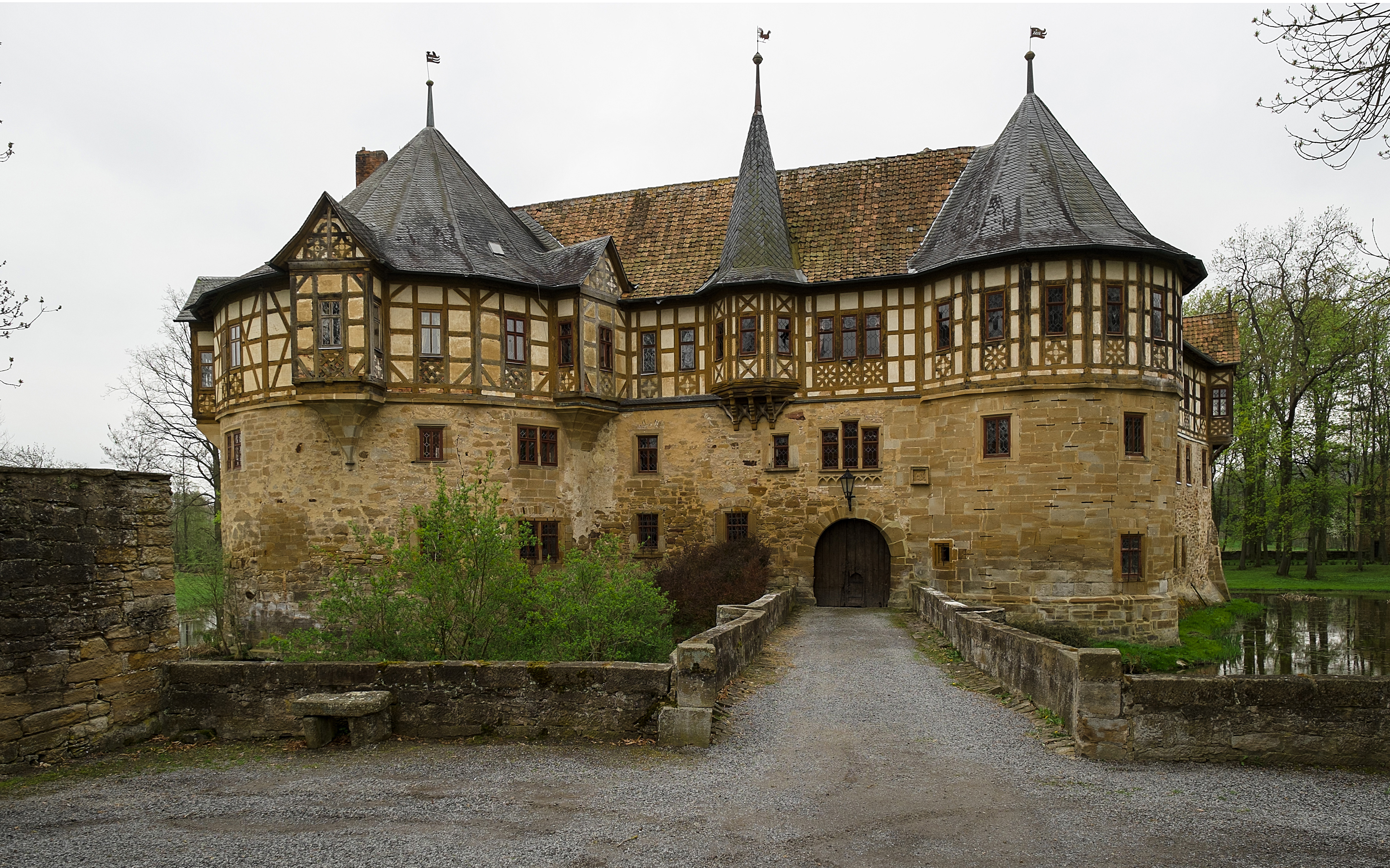
Schloss Irmelshausen

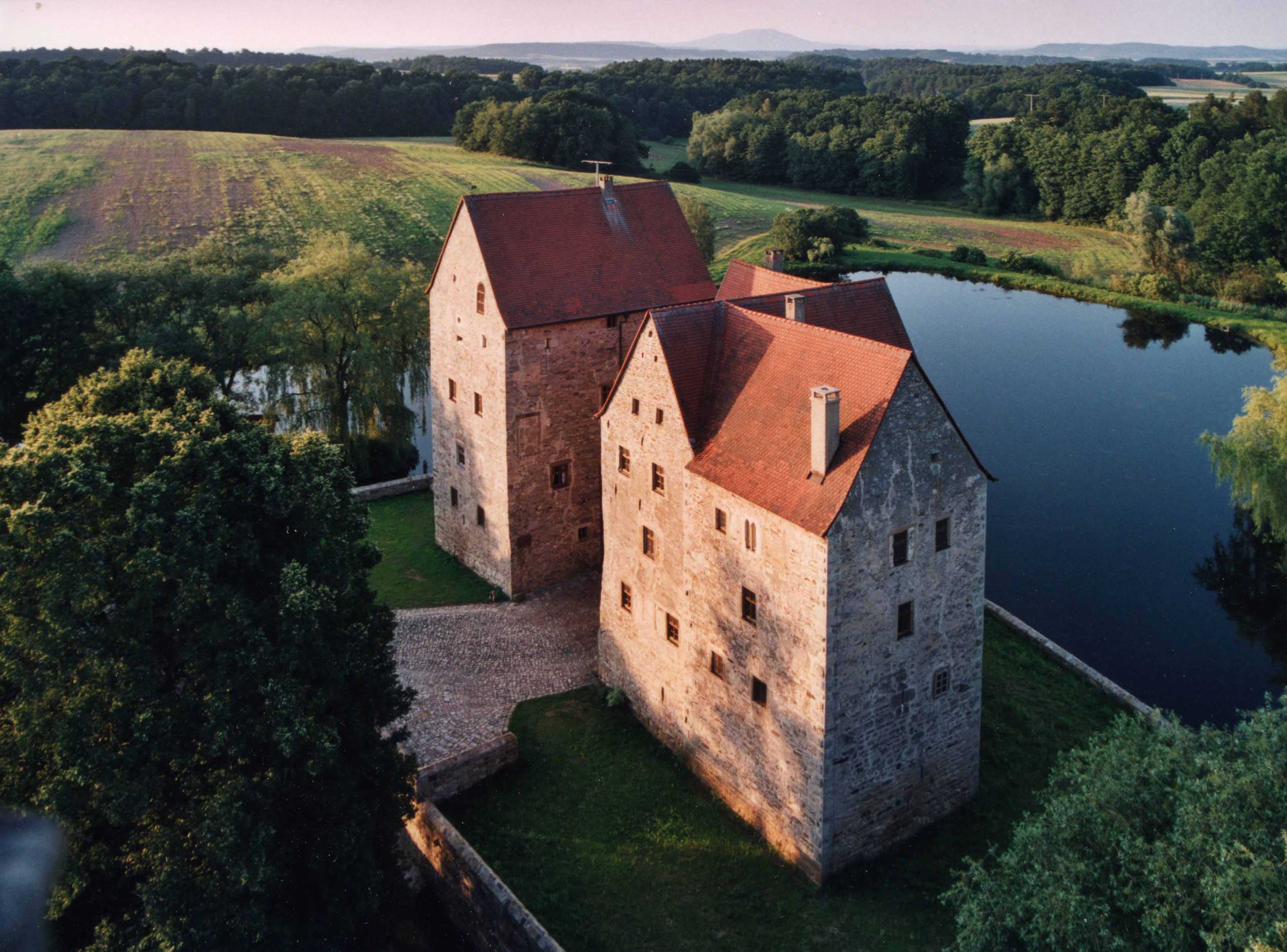
Burg Brennhausen

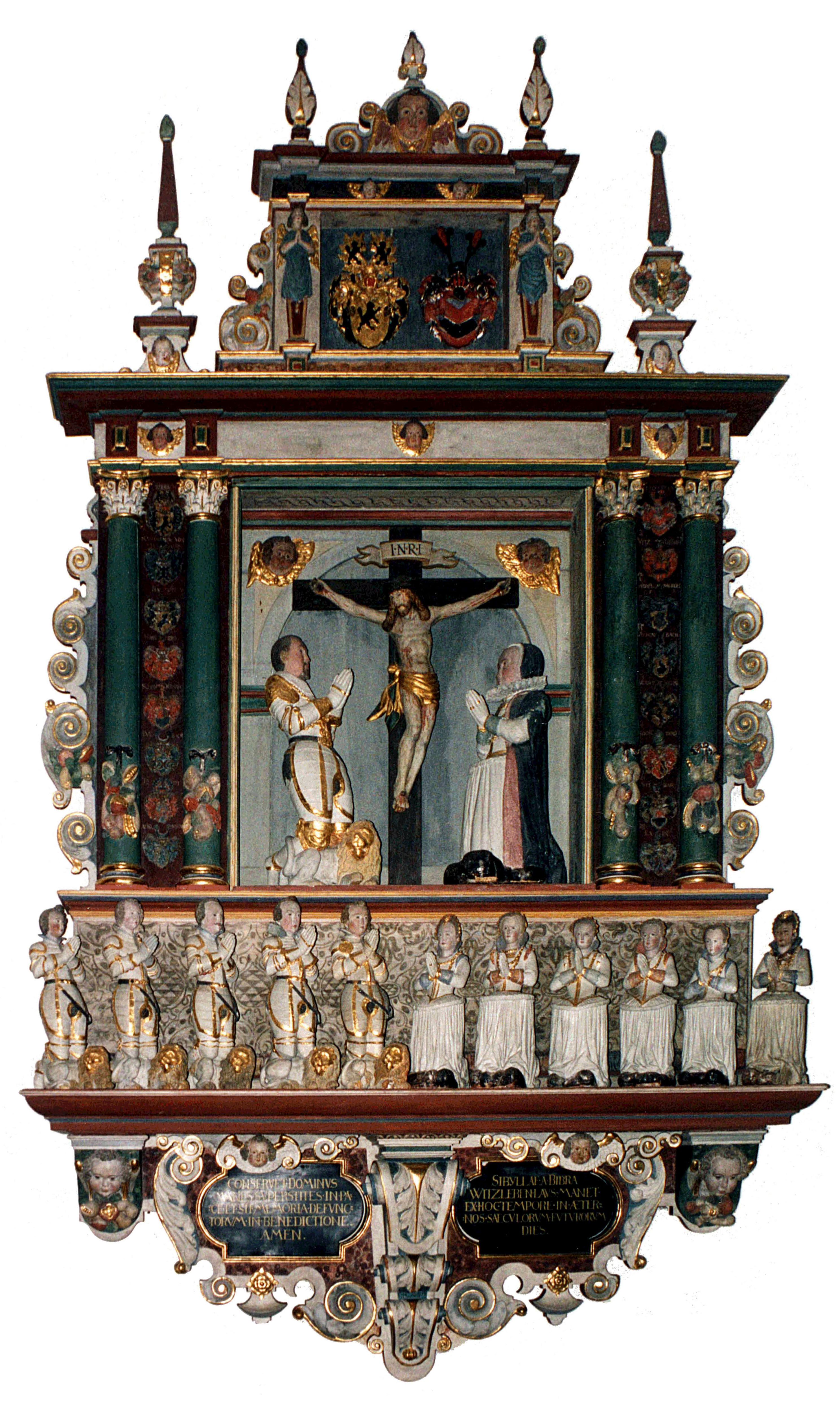
Epitaph für Bernhard von Bibra und Sibylle von Witzleben in Irmelshausen

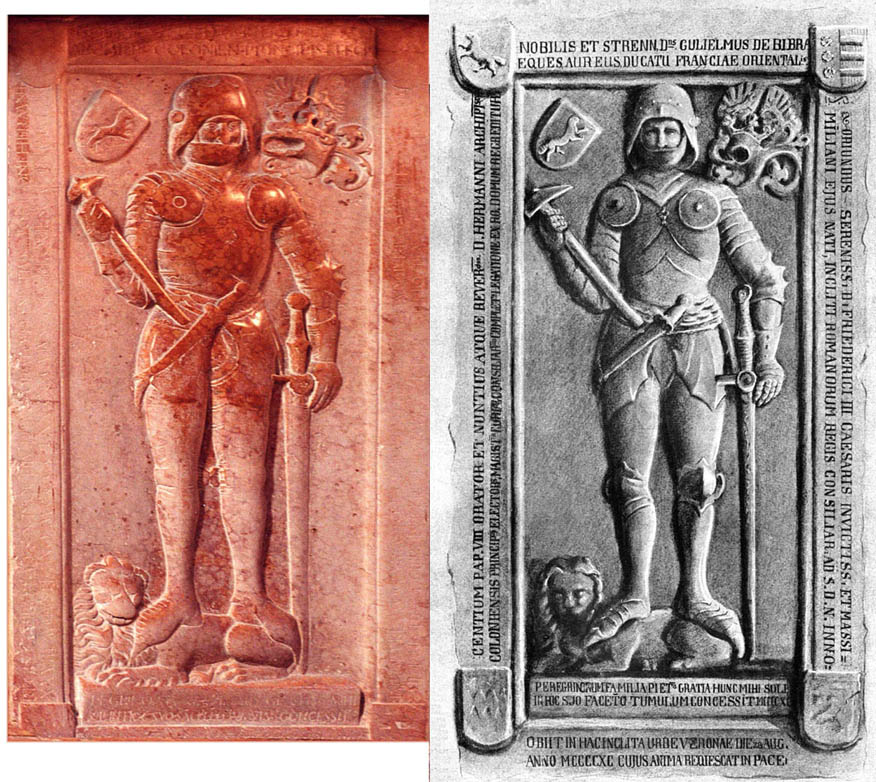
Epitaph des Wilhelm von Bibra

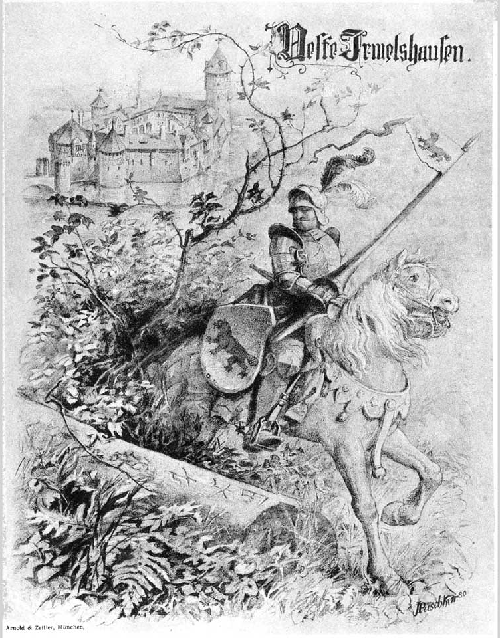
Buchillustration mit Bibraer Ritter und Veste Irmelshausen

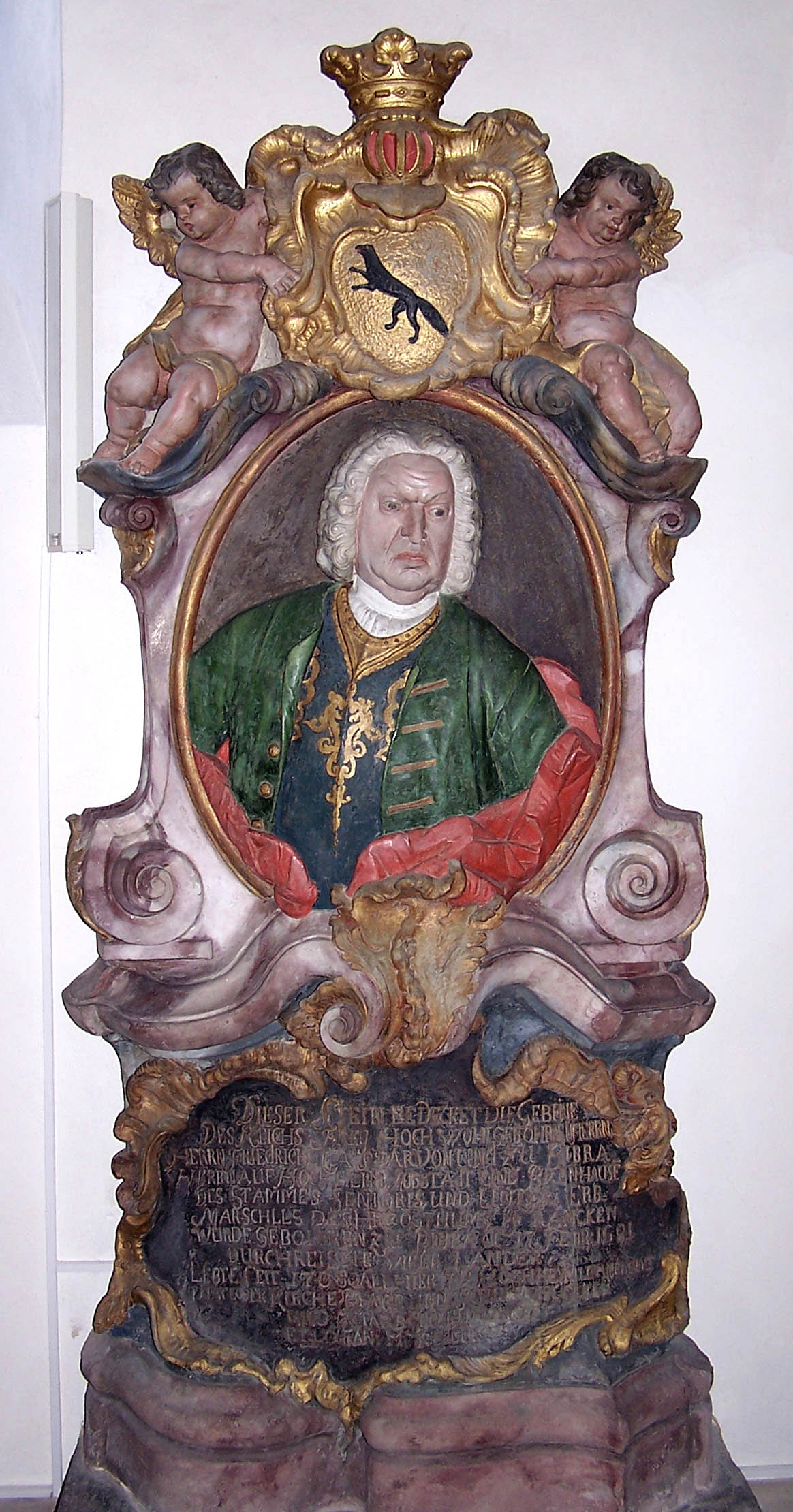
Epitaph für Friedrich Kaspar von Bibra (1681–1750)

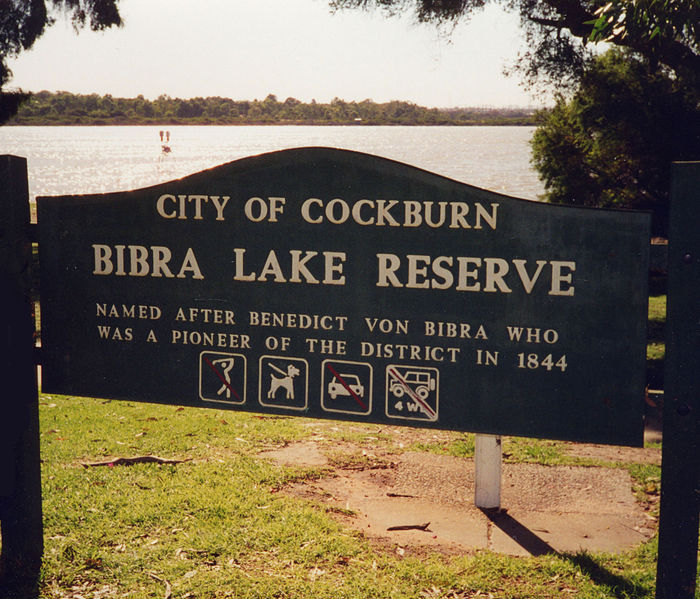
Ortsschild von Bibra Lake in Western Australia

Bibra ist der Name eines fränkischen Uradelsgeschlechts. Der gleichnamige Stammsitz Bibra an der Bibra ist heute ein Ortsteil der Gemeinde Grabfeld im Landkreis Schmalkalden-Meiningen im Freistaat Thüringen.

## Geschichte
In einer Urkunde von Bischof Otto I. von Bamberg aus dem Jahre 1119 wurde „Rupertus de Bibra“ als Zeuge genannt. „Pertholdus (Berthold) de Bibra“ und dessen Söhne „Pertholdus (Berthold)“ und „Tagino“ wurden ab 1151 in Urkunden erwähnt. Ein weiterer „Degenhart de Bibra“ war 1234 Zeuge bei einer Handlung des Bischofs Hermann von Würzburg. Im Würzburger Bistum wurde der Familie auch das Erbmarschallamt übertragen und Ritter Hermann von Bibra wurde 1375 Erbburgmann des Stiftes Fulda auf Schloss Salzungen.
Kaiser Friedrich III. sandte Wilhelm von Bibra, den er zum Eques auratus (Ritter vom güldenen Sporn) ernannt hatte, 1486 und 1490 als Gesandten zum Vatikan. Wilhelm starb 1490 in Verona und wurde in der Kirche zur heiligen Anastasia bestattet. Dort errichtete später sein Sohn ihm zu Ehren ein Denkmal. Lorenz von Bibra war von 1495 bis 1519 und Konrad von Bibra von 1540 bis 1544 Fürstbischof von Würzburg. Heinrich von Bibra war von 1759 bis 1788 Fürstabt bzw. Bischof von Fulda.
Ab dem 16. bis zum 18. Jahrhundert zählten die Herren von Bibra wegen des Besitzes von Gleimershausen (heute ein Ortsteil der Gemeinde Rhönblick), Irmelshausen (heute ein Ortsteil der Gemeinde Höchheim) und Aubstadt zur Reichsritterschaft im Ritterkanton Rhön-Werra des Fränkischen Ritterkreises. Mit dem Erwerb von Schwebheim und Adelsdorf waren sie ab Anfang des 17. Jahrhunderts außerdem Mitglied der Ritterkantone Steigerwald, Gebürg, Altmühl und Baunach.
Den Freiherrenstand erlangten die Brüder Johann Ernst, Christian Erhard, Georg Friedrich und Heinrich Karl von Kaiser Leopold I. durch ein Diplom vom 3. August 1698. Johann Ernst von Bibra starb 1705 als kaiserlicher Generalfeldzeugmeister und Feldmarschallleutnant des fränkischen Reichskreises. Die verschiedenen Linien des Geschlechts wurden 1815 und in den folgenden Jahren in die Freiherrenklasse der Bayerischen Adelsmatrikel eingetragen.

## Verbreitung
Zum Familienbesitz gehörte unter anderem Bibra bei Meiningen. Die Familie war während des 13. Jahrhunderts eng mit dem Kloster Rohr und im 14. Jahrhundert mit dem Kloster Veßra verbunden. Die Burgen in Bibra, Irmelshausen und Brennhausen sind noch im Besitz der Familie. Irmelshausen und Brennhausen sind zwei der sehenswerten Wasserschlösser in Franken und werden oft in Kalendern und Bildbänden gezeigt. Burg Bibra ist die Burg in Thüringen mit dem längsten durchgehenden Besitz einer Familie seit Beginn der Aufzeichnungen. Viele Mitglieder der Familie leben heute in Australien und den USA.

### Familienbesitz
- Burg Bibra, Bibra (seit ca. 1100)
- Wasserschloss Irmelshausen (seit 1376)
- Schloss Brennhausen (seit 1681) (seit 2002 die Stiftung Brennhausen)
- Dörfleshof (zwischen Aubstadt und Ottelmannshausen) (seit 1859)

### Früherer Besitz
- Schloss Adelsdorf (1687–1993)
- Althausen (Bad Königshofen im Grabfeld) (1331–1517+)
- Schloss Aschach (1391–1407)
- Aroldshausen (bei Jüchsen) (ca. 1435–ca. 1990)
- Aubstadt (ca. 1308–nach 1859)
- Bahra (1404–1637?)
- Bauerbach (Grabfeld) (1359–1684)
- Berkach (Grabfeld)
- Unteres Schloss (Bibra) (1558–1936)
- Burg Bramberg (1393–1483) Pfandschaft
- Breuberg (Welkershausen bei Meiningen) (1779–?)
- Schloss Burgwallbach (1489–1681)
- Untereuerheim und Obereuerheim mit Schloss Euerburg (1480–1687)
- Oberes Schloss (Bibra-Schloss) in Euerbach
- Schloss Gemünda (bei Seßlach) (1510–1655)
- Geroda (1400–1607)
- Gleicherwiesen (ca. 1356–1850)
- Gleimershausen (16.–18. Jh.)
- Hallenburg (vor 1374–1391)
- Henfstädt (im Mittelalter)
- Burggut Höchheim (1356–ca. 1970)
- Schloss Kleinbardorf (1413–1687)
- Neubrunn (Thüringen) (1366–1496)
- Schloss Oselce (Schloss Wosseletz) (Tschechien) (1808–1856)
- Burg Osterburg und halbes Amt Themar (1380–1468) Pfandschaft
- Rappershausen (anteilig) (um 1488?–1637)
- Rentwertshausen (1372–1511)
- Schloss Roßrieth (bei Mellrichstadt) (1438- vor 1445) (1589–1681)
- Schloss Schnabelwaid (1696–1750)
- Schwarza (1355–1425) Pfandschaft
- Schloss Schwebheim, samt Gut und Ort (diesen bis 1848) (1513–1958, danach an uneheliche Nachkommen)
- Schloss Senftenberg (1426–1484) Pfandschaft Schloss und Amt: Altendorf, Buckenhofen, Buttenheim, Eggolsheim, Friesen, Grub, Kalteneggolsfeld, Kauernhofen, Pautzfeld, Schirnaidel, Seigendorf, Seußling und Stackendorf
- Schloss Strauch (Großenhain) (1749–1755)
- Steinach (1343– ) Lehen und Pfandschaft
- Schloss Trappstadt (1853–ca. 1970)
- Burg Trimburg (1375–1412) Pfandschaft
- Walldorf (bei Meiningen) (1779–1946)
- Schloss Wiesen (Seßlach) 1818–1822
- Schloss Weisendorf (ca. 1750–1785)
- Veste Wildberg und Amt (mit Eyershausen, Großbardorf, Großeibstadt, Großwenkheim, Kleinbardorf, Kleineibstadt, Saal an der Saale, Weichtungen, Wülfershausen an der Saale) (1358 – vor 1387) Pfandschaft, (? – 1687) Lehen ohne Amt (?)
- Schloss Willershausen (halb 1757–1850)
- Wölfershausen (Grabfeld)  (Kr. Meiningen)  (1311 – nach 1500)
- Wolfmannshausen (Kr. Meiningen) (1372 – nach 1496)
- Wülfershausen (Lkr. Schweinfurt) (1401–?)
- Wülfershausen an der Saale  (1418–?)

## Bildergalerie

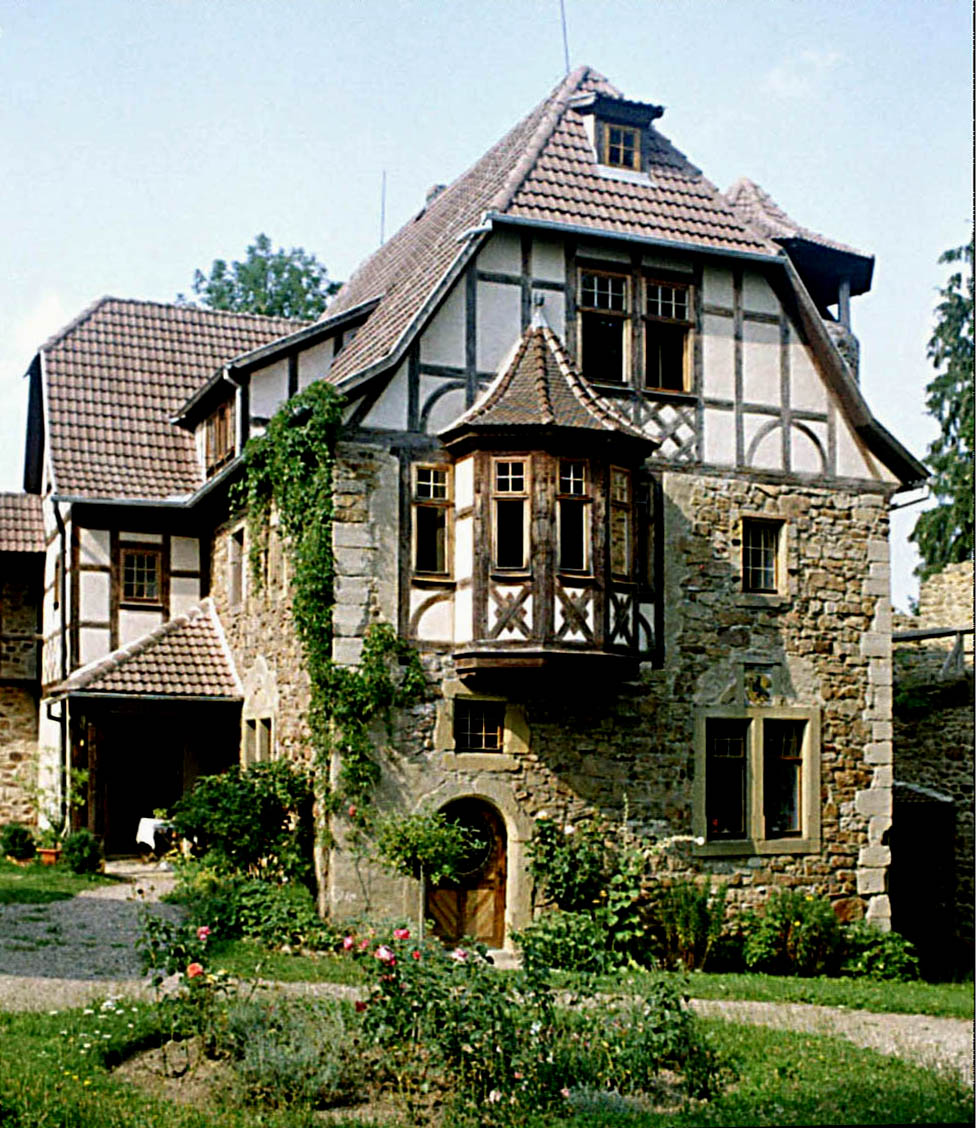
Burg Bibra
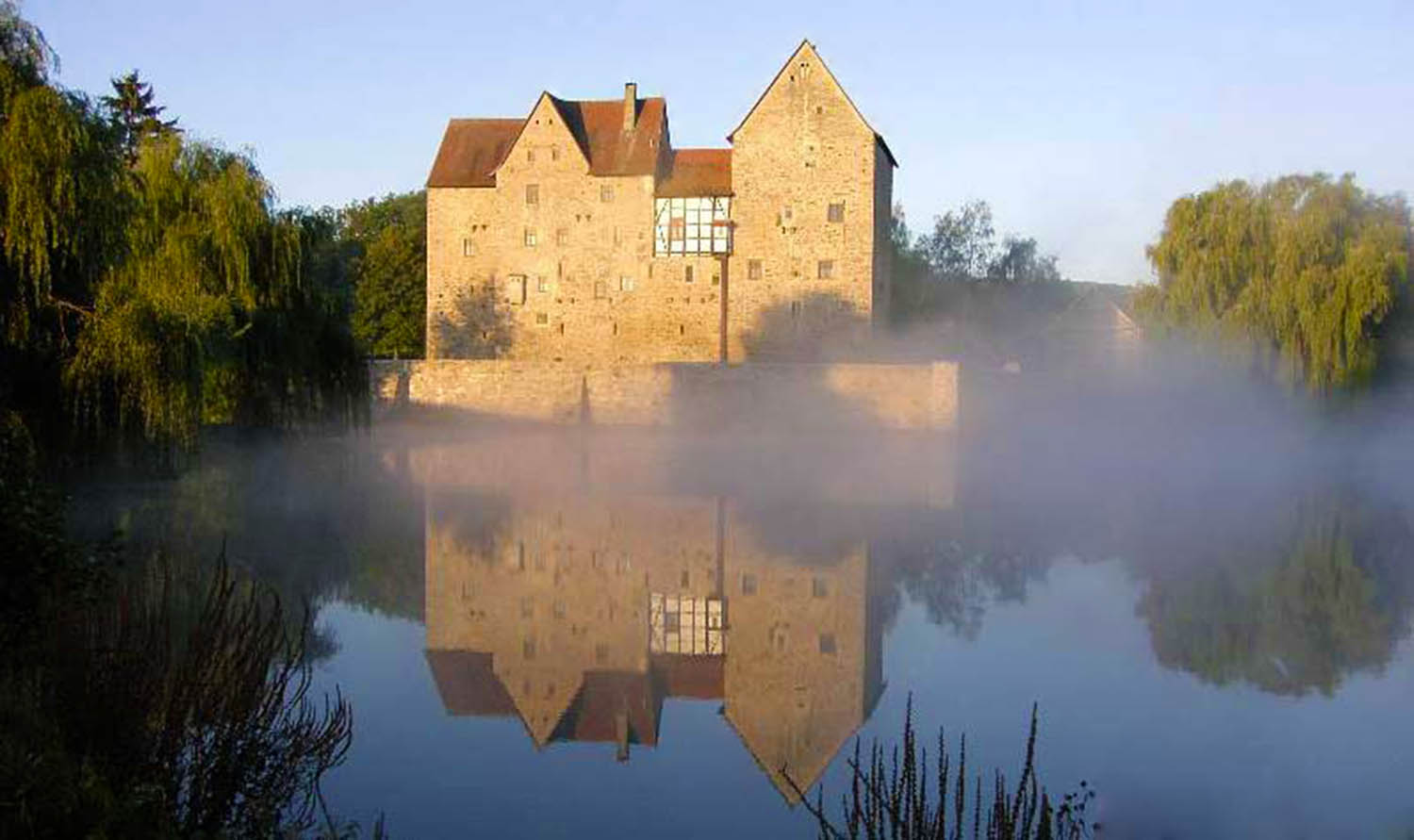
Ostansicht von Brennhausen
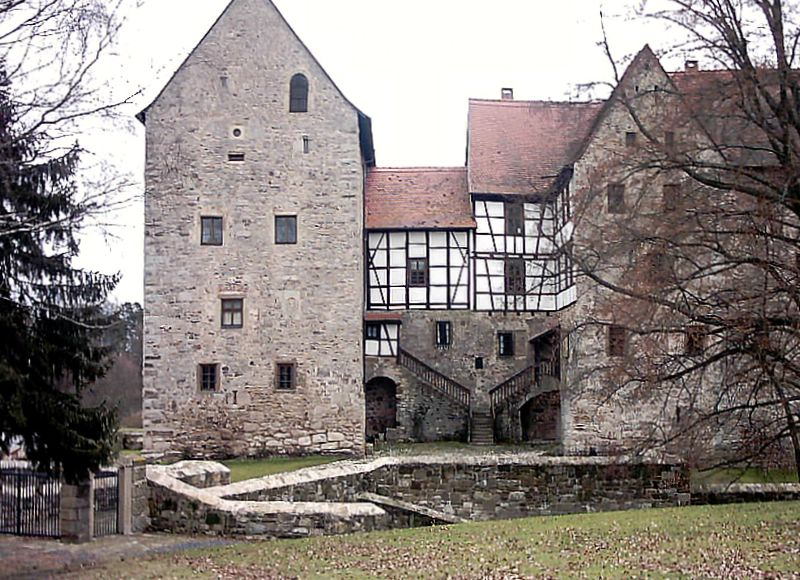
Seitenansicht der Burg Brennhausen
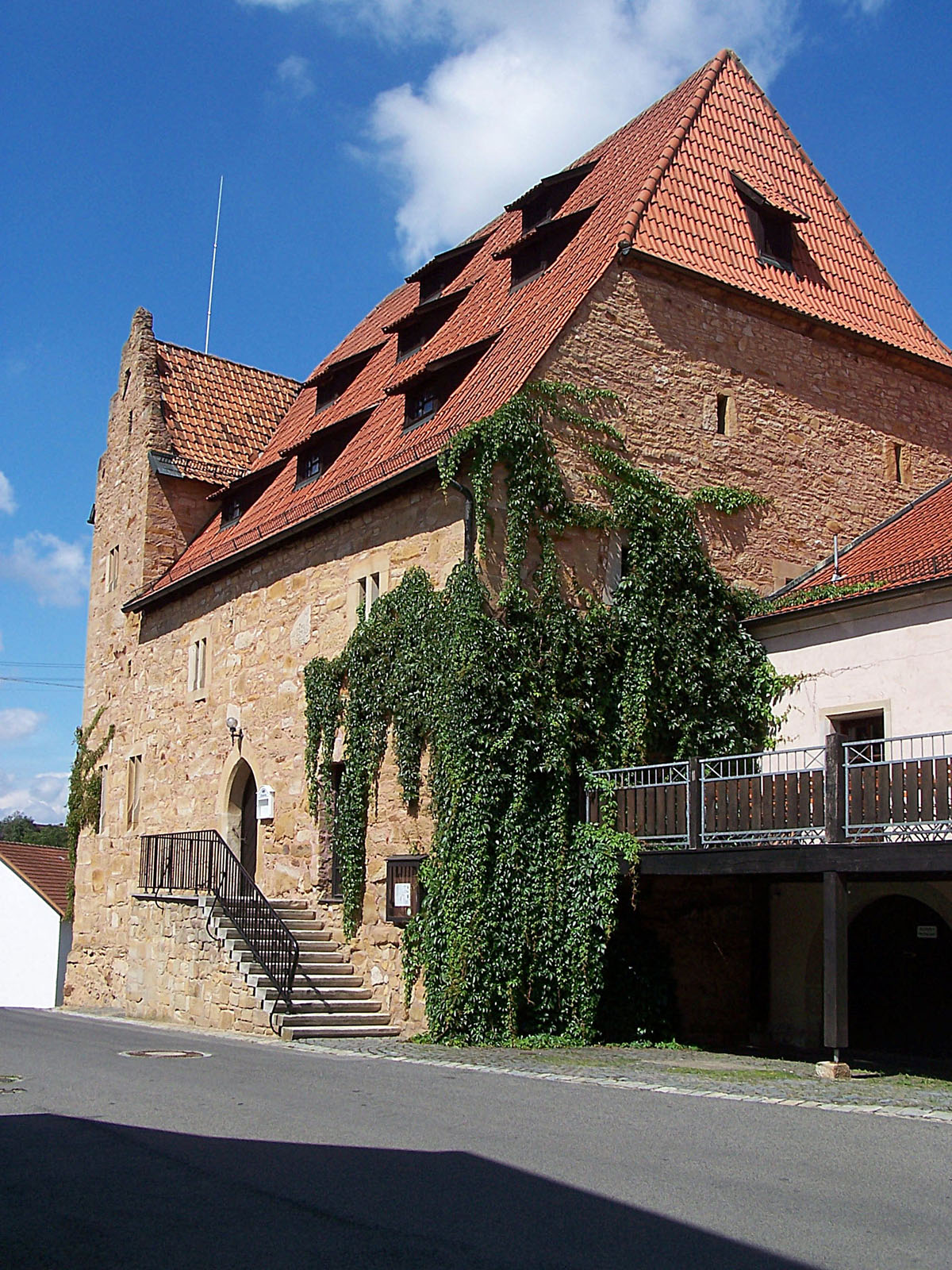
Sitz in Höchheim
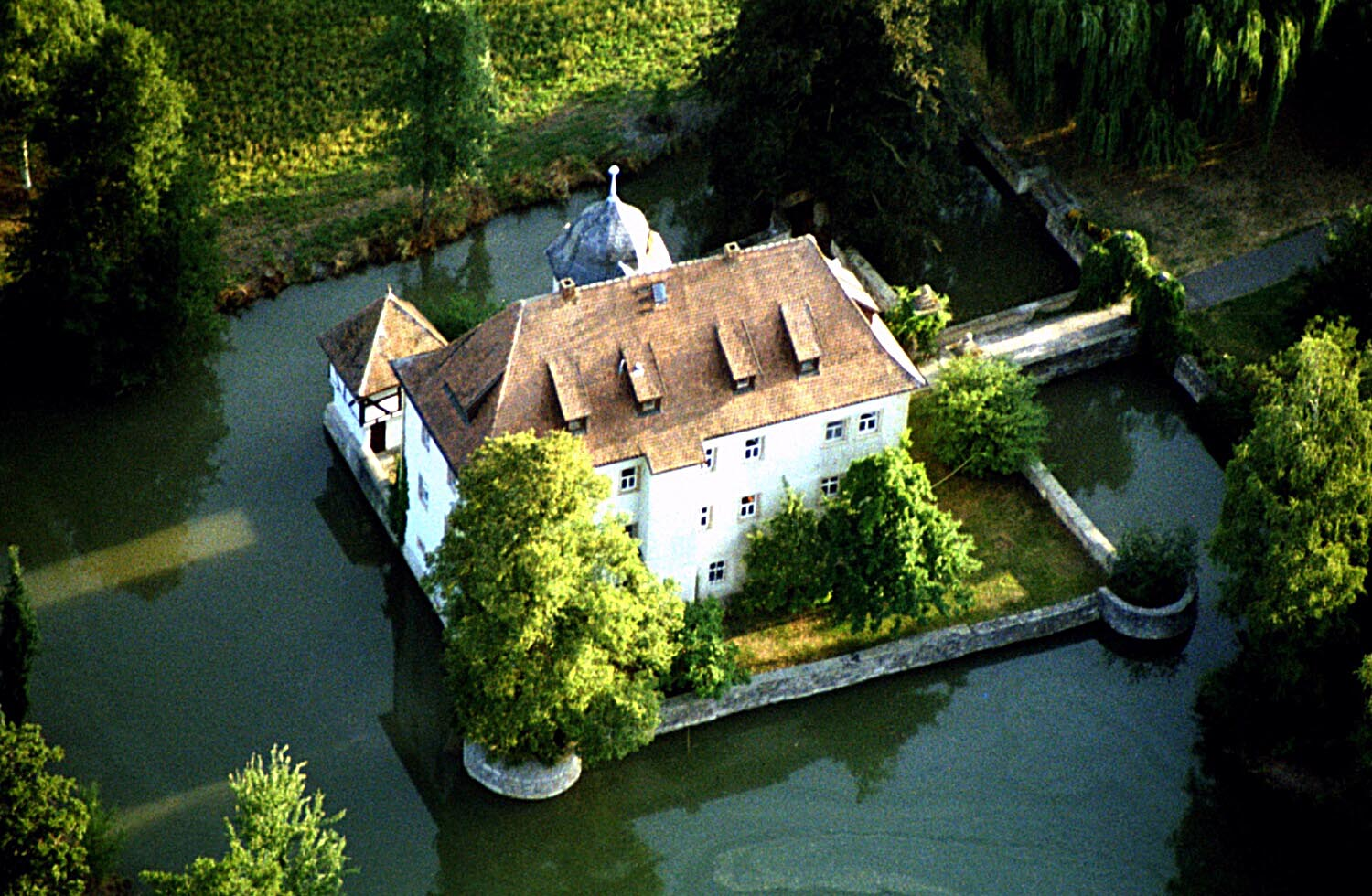
Schloss Kleinbardorf
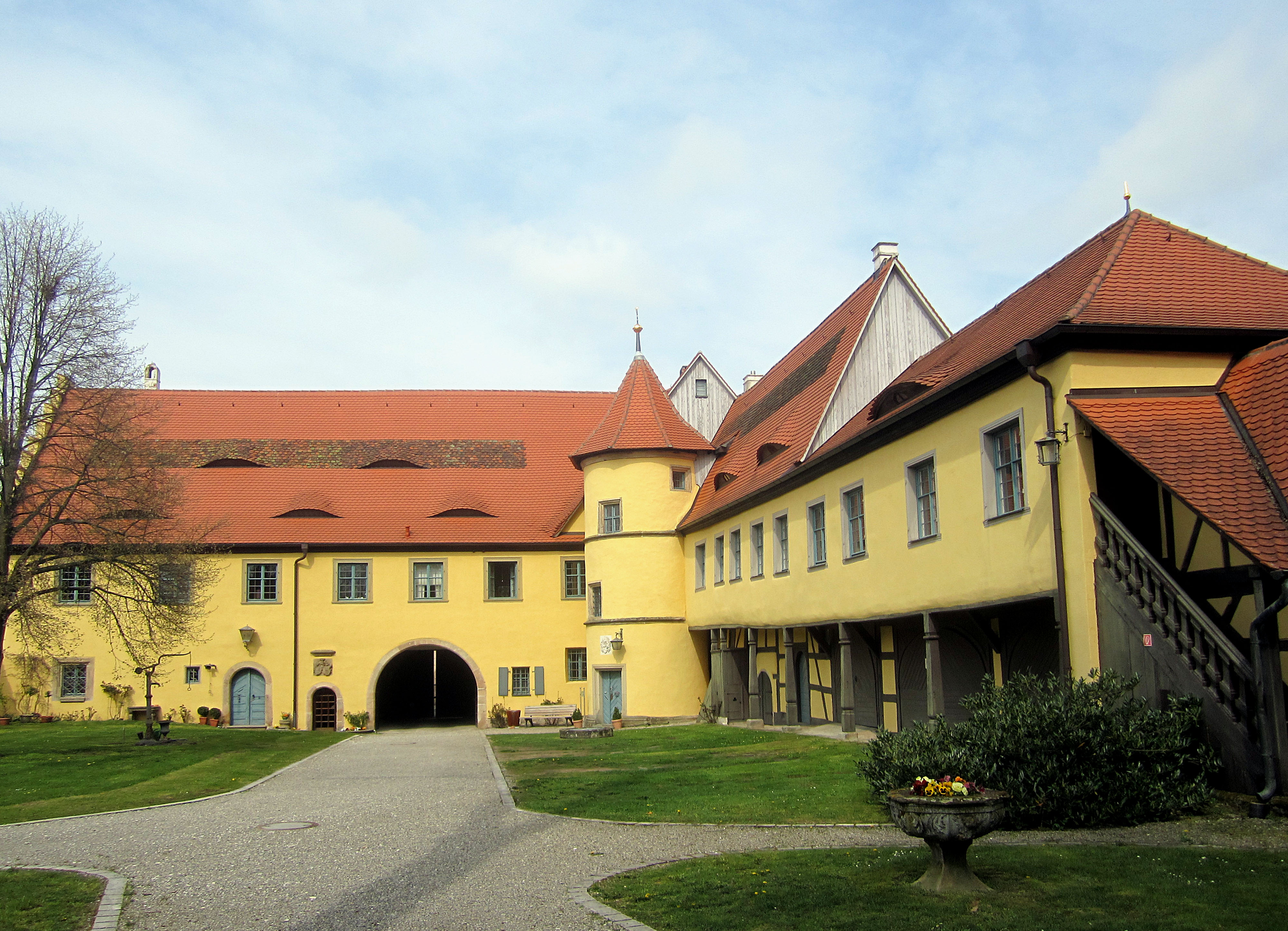
Schloss Adelsdorf
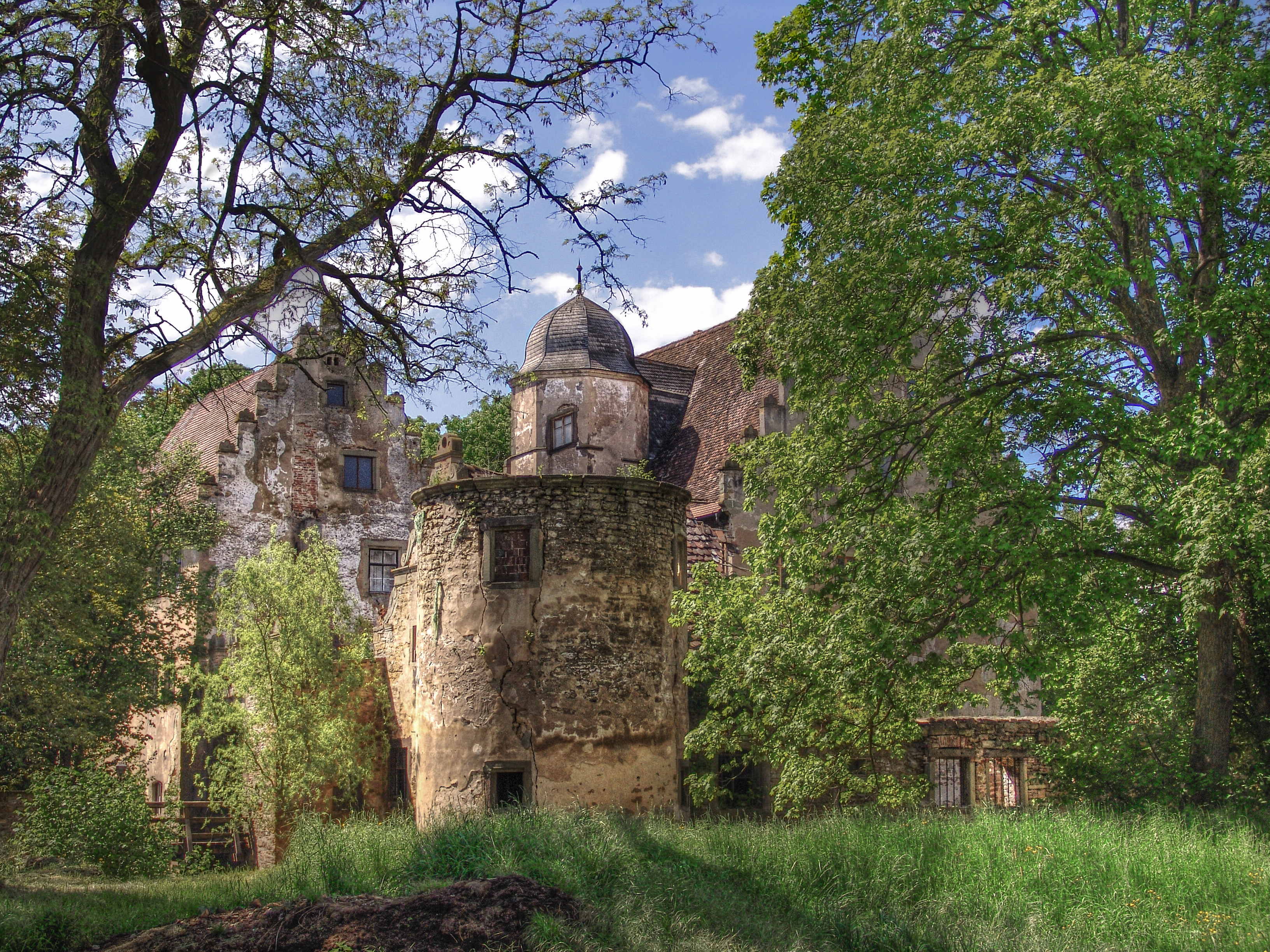
Schloss Schwebheim
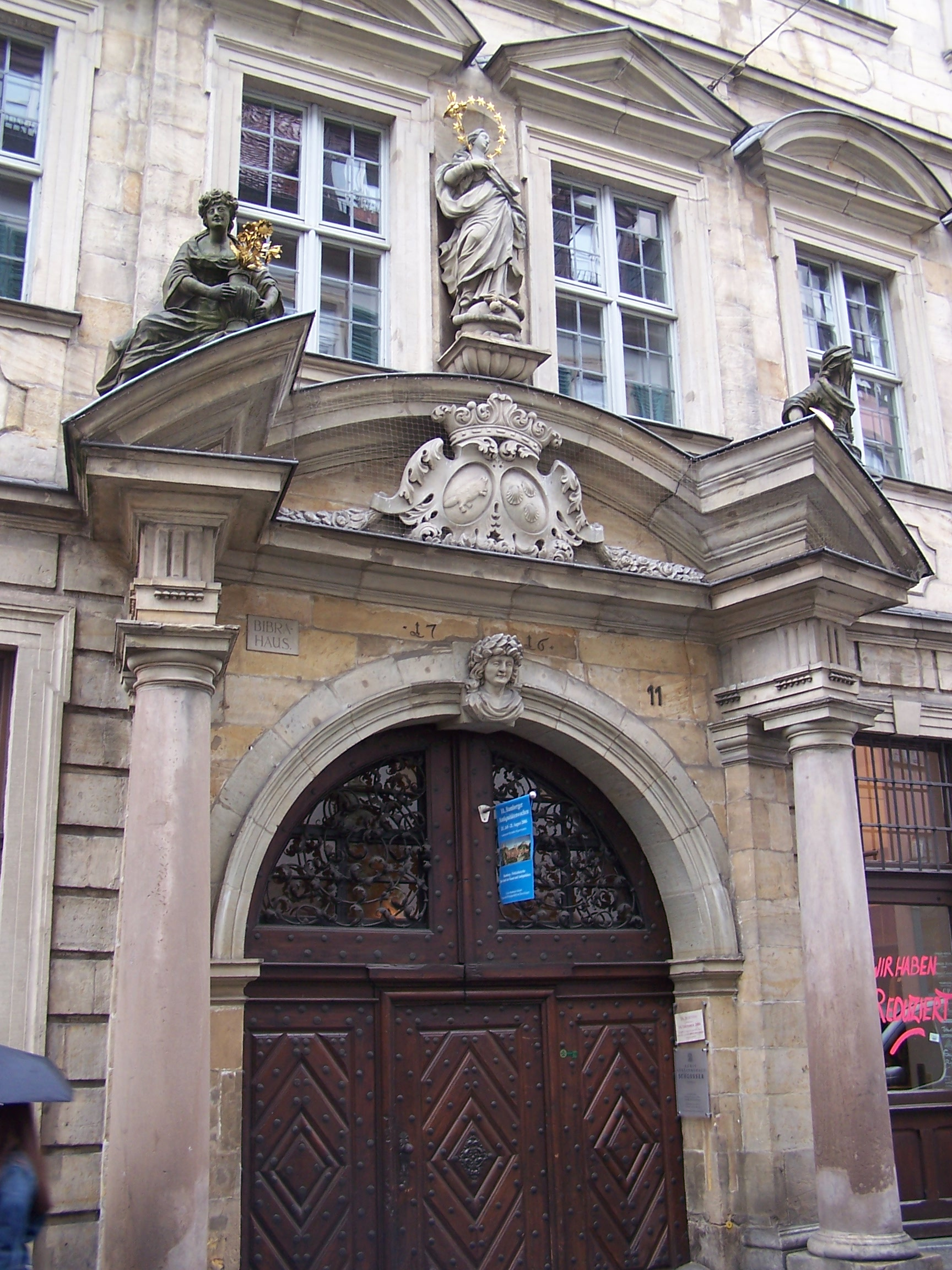
Bibra-Palais, Bamberg
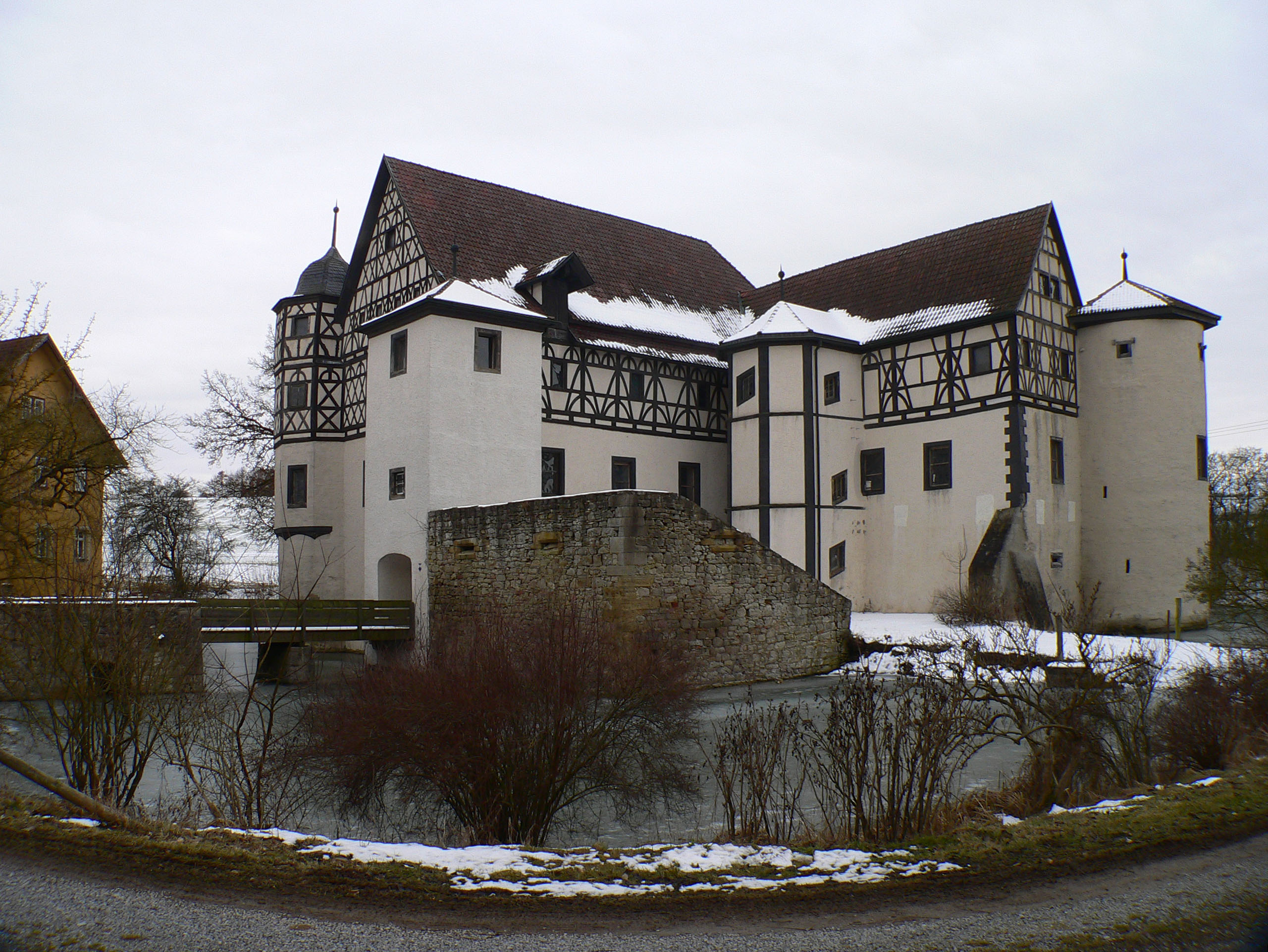
Schloss Rossrieth

## Gliederung der Familie
- Valentinischer Stamm (lutherisch), Stammvater: Valentin von Bibra († 1595)
  - 1. Linie: Adelsdorf (früher Euerheim), Stammvater: Christoph Erhard (1656–1706)
  - 2. Linie: Gleicherwiesen, (evangelisch-anglikanisch); Stammvater: Georg Friedrich von Bibra (1659–1718). Die Linie Gleicherwiesen lebt seit dem frühen 19. Jahrhundert in Australien. Ausgewandert ist Franz Ludwig von Bibra (* 1783 in Bamberg; † 1823 in Van Diemensland, Tasmania/Australien). Bibra Lake, ein Vorort von Perth in Western Australia, ist nach Benedict von Bibra (* 8. Juli 1809 in Messina; † 2. Februar 1884 in Howrah/Indien) benannt, der im Sommer 1843 dort Land kaufte.
  - 3. Linie Schwebheim, erloschen mit Ernst (1871–1952) und Hans von Bibra (1873–1955)
- Bernhardinischer Stamm, Stammvater: Bernhard von Bibra (1562–1609)
  - 1. Linie Brennhausen (katholisch und evangelisch-presbyterianisch)
  - 2. Linie von und zu Bibra, (lutherisch); Stammvater: Karl Friedrich von Bibra (1739–1807)
  - 3. Linie Irmelshausen, (lutherisch); Stammvater: Hanns Christoph von Bibra (1602–1636)
    - 3. Linie, 1. Älterer Ast, 1. Zweig
    - 3. Linie, 1. Älterer Ast, 2. Zweig, Stammvater: August Wilhelm (1775–1844). Erloschen mit Berthold von Bibra (1902–1944), gefallen
    - 3. Linie, 2. Jüngerer Ast, Stammvater: Ludwig Friedrich von Bibra (1748–1806)

## Wappen
Das Stammwappen zeigt in Gold einen steigenden schwarzen Biber mit roter Zunge und silbergeschupptem Schwanz. Auf dem (gekrönten) Helm sind zwei das Schildzeichen wiederholende Flügel mit einwärtsgekehrten Bibern. Die Helmdecke ist schwarz-golden.

### Historische Wappendarstellungen

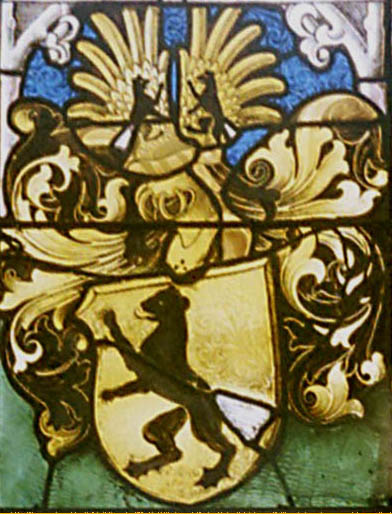
Wappen der Herren von Bibra in der St. Leo Kirche in Bibra
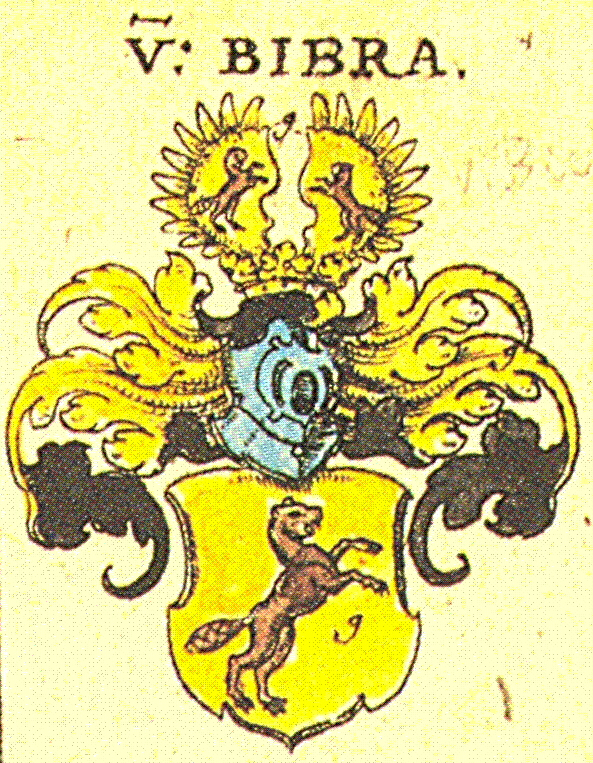
Wappen in Siebmachers Wappenbuch, 1605
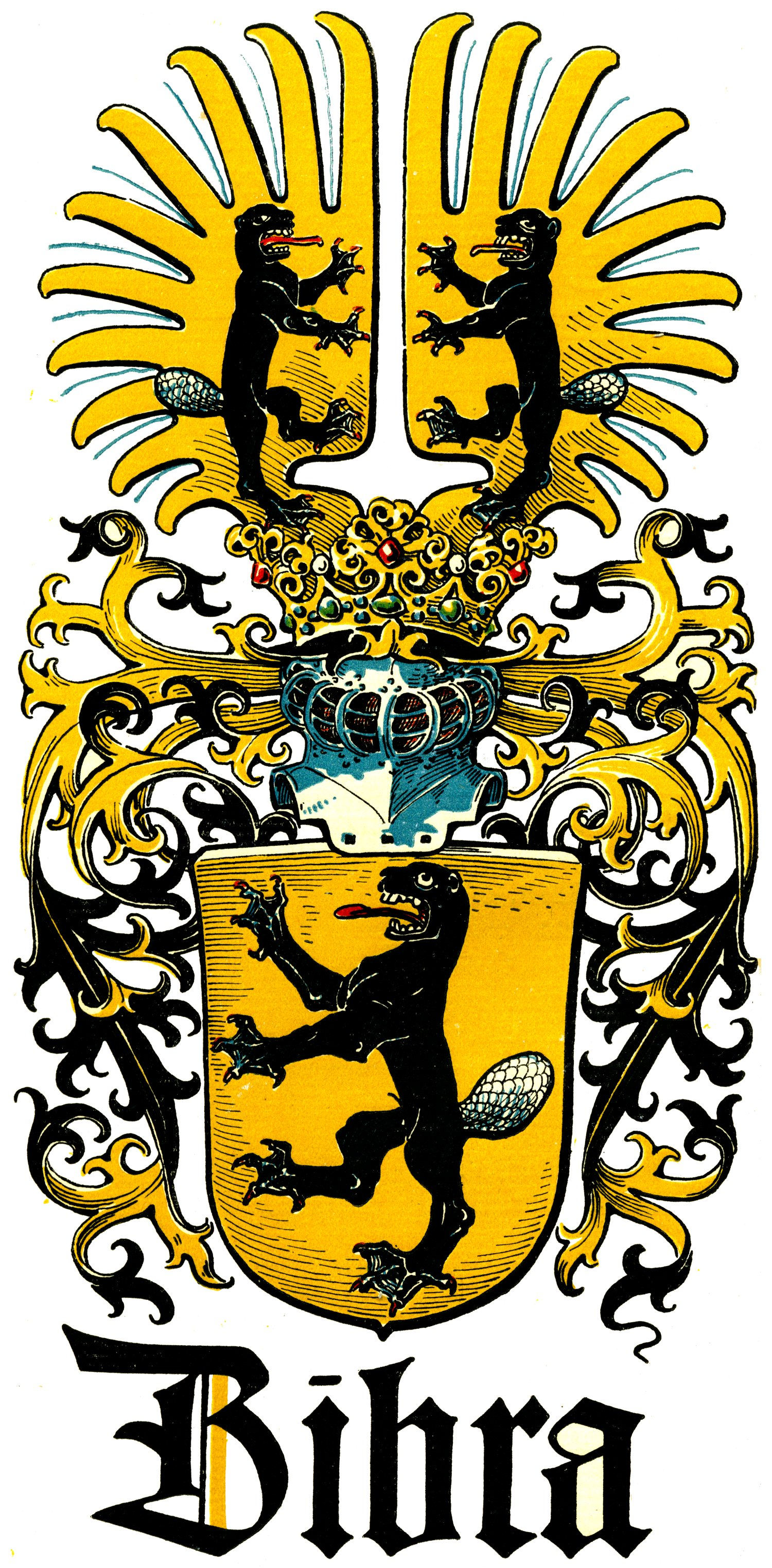
Wappengrafik von Otto Hupp im Münchener Kalender von 1916

### Ortswappen in Verbindung mit der Familie von Bibra
Mehrere Gemeindewappen in Thüringen und Unterfranken erinnern an das Geschlecht. An der Kontroverse über die Aufnahme des Bibers aus dem Wappen der Bibra scheiterte 1983 die Annahme eines Gemeindewappens für Schwebheim.

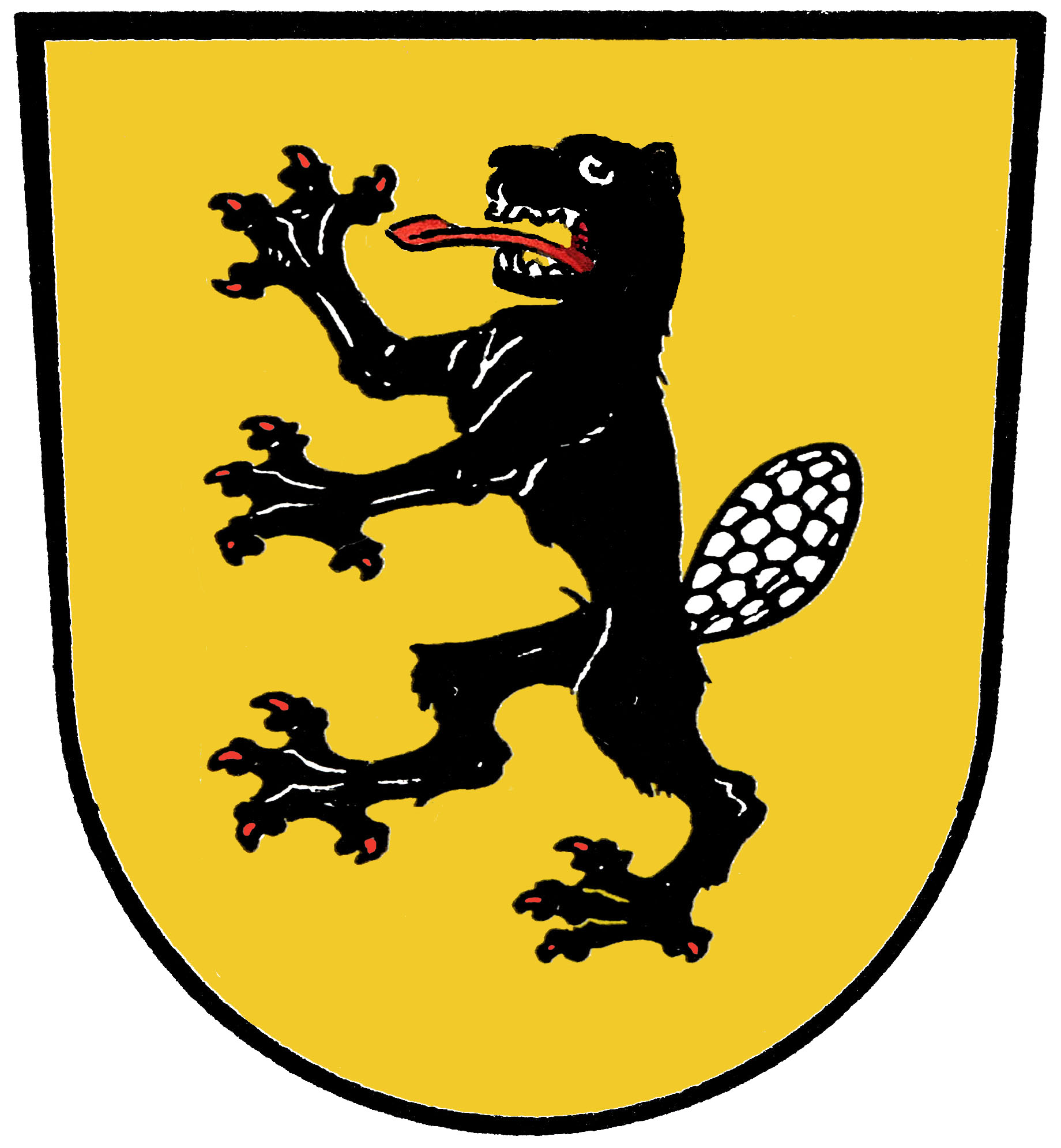
Wappen der ehemaligen Gemeinde Bibra
Wappen der Gemeinde Adelsdorf
Wappen der Gemeinde Höchheim
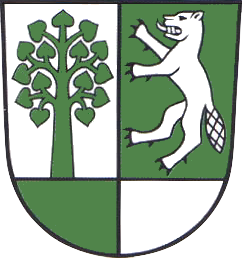
Wappen von Gleicherwiesen
Wappen von Aubstadt
Wappen von Steinach an der Saale

## Namensträger

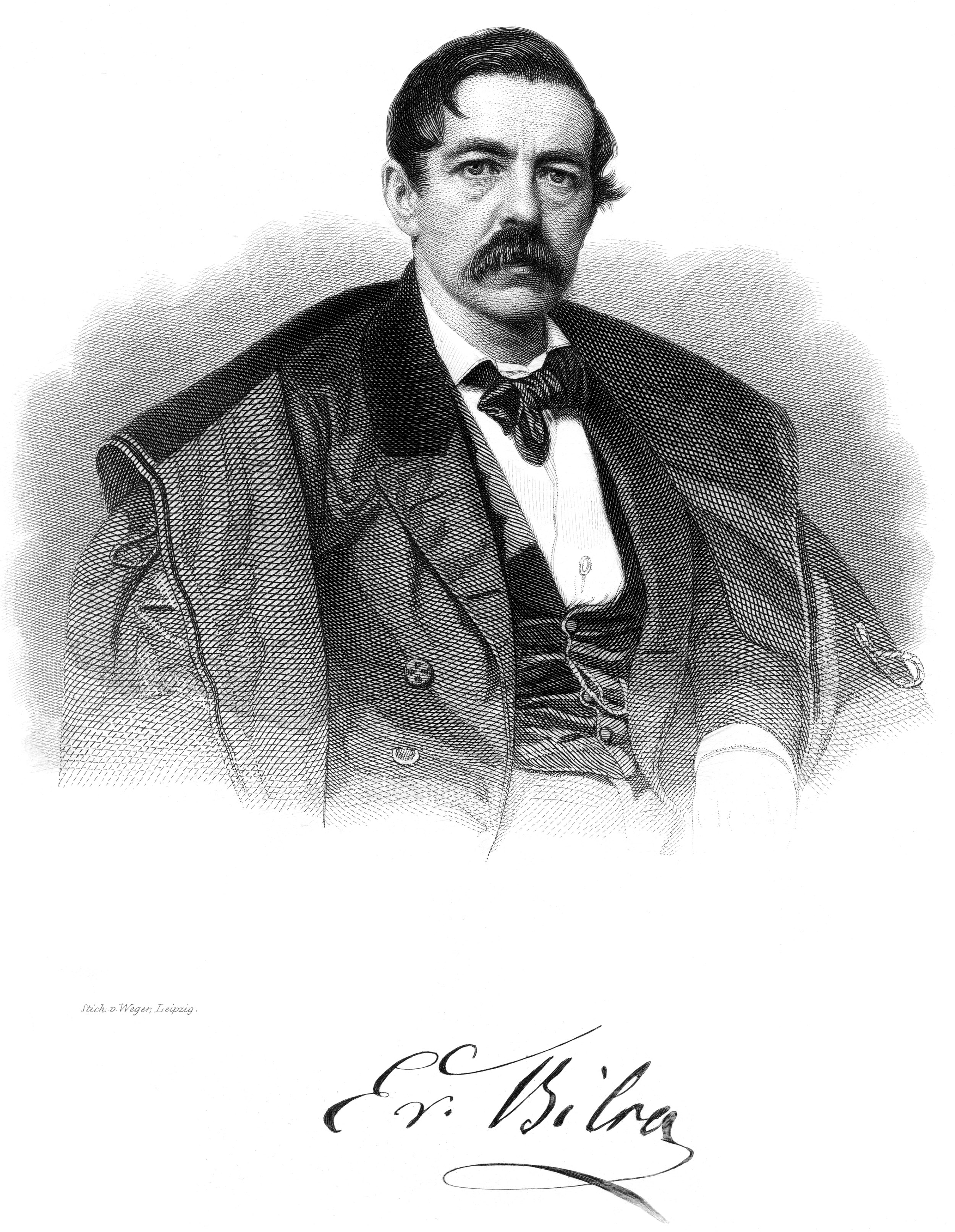
Ernst von Bibra (* 1806; † 1878), Naturforscher und Schriftsteller, August Weger

- Albert von Bibra (* 1804; † 1893), Erbuntermarschall, Kammerherr, Geheimer Rat
- Albrecht von Bibra († 1511), Würzburger (Dompropst 1502) und Bamberger Domherr
- August von Bibra (1775–1844), deutscher Jägermeister und Politiker
- August von Bibra (1808–1894), deutscher Kämmerer und Hofbeamter
- August von Bibra (1818–1878), deutscher Forstmeister und Politiker
- Bertold von Bibra (* 1804; † 1878), Forstmeister und Landtagsabgeordneter
- Carl Friedrich Wilhelm Gottlob von Bibra (* 1770; † 1842), Landwirt und Politiker
- Christian Ernst Heinrich von Bibra (* 1772; † 1844), wirklicher Geheimrat, Landjägermeister, Großkreuz des hessischen Ordens Philipps des Großmütigen
- Christoph Erhard von Bibra (* 1656; † 1706) 12. Oktober 1704 kaiserlichen Generalfeldwachtmeister, 2. Mai 1705 Mainzer Generalfeldmarschallleutnant
- Ernst von Bibra (* 1806; † 1878), Naturforscher und Schriftsteller
- Heinrich von Bibra (* 1711; † 1788), Fürstbischof und Abt von Fulda
- Heinrich Karl von Bibra (Karl Siegmund) (* 1666; † 1734), Regimentschef des fränkischen Kreises[3] (10. März 1713) und Bamberg (28. Juni 1730), Generalfeldmarschallleutnant, Vater Heinrich Fürstbischof und Abt von Fulda, erster Besitzer des Bibra Palais (auch Bibra Haus) in Bamberg, Ausbau unter Johann Dientzenhofer
- Johann Ernst von Bibra (* 1662; † 1705) 12. April 1701 kaiserlichen Feldmarschallleutnant, 11. Mai 1704 Reichsgeneralfeldmarschallleutnant, 20. Mai 1704 kaiserlichen Feldzeugmeister
- Kilian von Bibra (* um 1425; † 1494), Generalvikar des Würzburger Fürstbischofs
- Konrad III. von Bibra (* 1490; † 1544), Würzburger Fürstbischof und Herzog in Franken
- Lorenz von Bibra (* 1459; † 1519), Würzburger Fürstbischof und Herzog in Franken
- Nikolaus von Bibra (* 1. Viertel des 13. Jahrhunderts; † nach 1307), er verfasste ab 1281 den Occultus Erfordensis, eine wichtige Quelle zur Erfurter Stadtgeschichte im ausgehenden 13. Jahrhundert
- Otto Siegfried von Bibra (* 1914, † 1993), evangelischer Pfarrer und Autor geistlicher Bücher
- Sigismund von Bibra (* 1894, † 1973), Diplomat, Funktionär der NSDAP
- Siegmund von Bibra (Philipp Anton von Bibra; seit seiner Profess 1768 Siegmund von Bibra; * 1750; † 1803), deutscher höherer Beamter und Schriftsteller
- Wilhelm von Bibra (* 1442; † 1490), (Eques auratus), Gesandter des Papstes Innozenz VIII.
- Wilhelm Franz von Bibra (* 1824; † 1879) 23. April 1878 Feldmarschalleutnant der k.u.k. Armee
- Wolfgang von Bibra († 14. Oktober 1528), Deutschordensritter, Hauskomtur in Nürnberg, Komtur in Nürnberg und Komtur in Würzburg
- Wolfgang von Bibra, Komtur in Virnsberg (1517–1524), Mergentheim (1525–1534) und Würzburg (1530–1538)